# 安娜·斯坦
安娜·斯坦（烏克蘭語：А́нна Стен，1908年12月3日—1993年11月12日）原名安娜·彼得羅夫娜·芙薩克（烏克蘭語：Анна Петрівна Фесак），為出生於烏克蘭的美國女演員。

## 生平

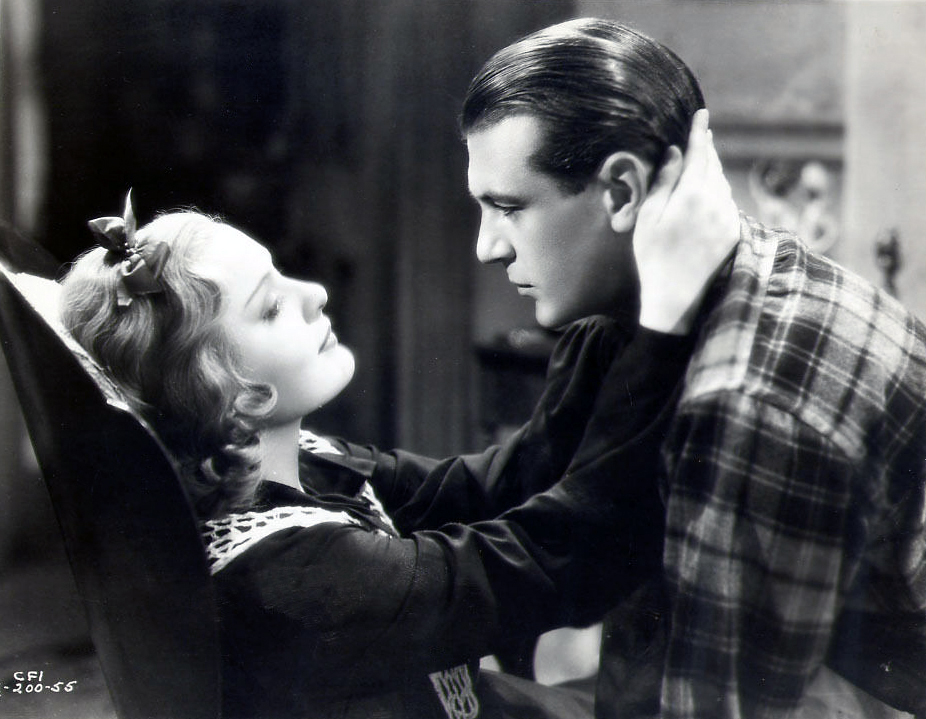
1935年安娜·斯坦與賈利·古柏為電影《洞房花燭》拍攝的宣傳照

安娜·斯坦出生於時屬俄羅斯帝國的基輔（其出生年份有1908年、1906年與1910年3種說法）。她畢業於基輔戲劇學院，1926年在蘇聯開始演藝生涯，後前往德國發展，出演多部電影。1930年代美國製片人塞缪尔·戈德温介紹她前往美國，企圖將她打造成與葛麗泰·嘉寶匹敵的演員，但因演出的幾部電影均不甚成功而與她解約。後來安娜·斯坦仍零星出演一些電影，直至1962年出演《修女與軍士》後息影。1993年11月12日她在紐約病逝，享壽84歲。

## 外部連結
- 安娜·斯坦在互联网电影资料库（IMDb）上的資料（英文）
- 在AllMovie上安娜·斯坦的頁面（英文）
- Photographs and literature （页面存档备份，存于）
- 在Find a Grave上的安娜·斯坦
- Anna Sten Biography (in Russian) （页面存档备份，存于）
- "Anna Sten is not Russian", Ukrainian Weekly 1934/ No.17, p.3 （页面存档备份，存于）
- "Is Anna Sten a Ukrainian?", Ukrainian Weekly 1937/ No.52, p.4 （页面存档备份，存于）